# Hunslet Dinorwic Port Class
Die ab 1922 gebauten Lokomotiven der Dinorwic Port Class des Herstellers Hunslet Engine Company sind kleine Tenderlokomotiven, die für den Einsatz auf 578 mm (22,75″) Spurweite im Hafen des Dinorwic-Steinbruchs (Port Dinorwic) in Nord-Wales gebaut wurden. Die Lokomotiven sind eine Variante der für diesen Steinbruch gebauten Alice Class, die allerdings nicht an den Einsatz unter den erschwerten Bedingungen des Steinbruchs angepasst werden musste.
Die Lokomotiven dürfen nicht mit der älteren und etwas größeren Penrhyn Port Class von 1883 verwechselt werden, die ebenfalls von Hunslet für den Hafen des Penrhyn-Steinbruchs gebaut wurde.

## Geschichte
1922 lieferte Hunslet die ersten beiden Maschinen aus, eine dritte folgte 1932. Die zweite Lokomotive, Dolbardan, damals noch No. 2, wurde 1936 vom Hafen in den Steinbruch umgesetzt, die erste, Lady Joan, im Jahr 1961. Die 1932 gelieferte Michael kam sofort im Steinbruch zum Einsatz.
Alle drei Lokomotiven wurden dort bis in die 1960er Jahre eingesetzt und sind erhalten geblieben. Zwei davon, die Lady Joan und die Dolbardan, sind betriebsfähig und bei der Bredgar and Wormshill Light Railway bzw. der Llanberis Lake Railway im Einsatz (umgespurt auf 610 bzw. 597 mm). Die Michael wurde 1965 nach Kanada exportiert, wo sie für die Öffentlichkeit unzugänglich eingelagert wurde.
2005 übernahm die LH Group Services Ltd, die Reste der Hunslet Engine Company und begann mit dem Neubau einiger Dampflokomotiven. Zunächst entstanden zwei Lokomotiven der Port Class, von denen eine für 130.000 £ angeboten wird. Mit den Werknummern 3903 und 3904 wurde die 1971 mit der Werk-Nr. 3902 beendete Nummernreihe lückenlos fortgesetzt.
Schon ein Jahr zuvor war bei der Exmoor Steam Railway ein modernisierter Nachbau entstanden. Die Lokomotive mit dem Namen Dame Ann unterscheidet sich von den Hunslet-Maschinen vor allem durch ihre außenliegende Heusinger-Steuerung.

## Technik

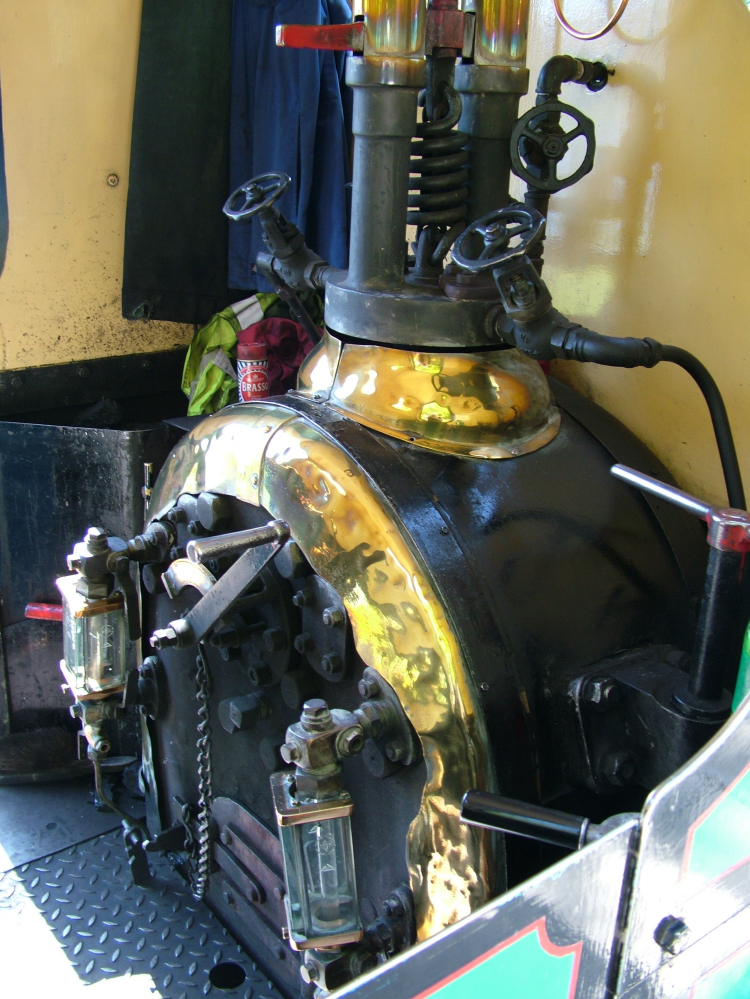
Führerstand der Dolbadarn

Technisch entsprechen die Lokomotiven der Port Class weitgehend denen der Alice Class. Der offensichtlichste Unterschied ist die etwas höhere Lage des Kessels, der zudem mit einem Dampfdom versehen ist, auf dem auch die Sicherheitsventile angebracht sind. Der Rahmen ist am vorderen und hinteren Ende nicht abgeschrägt, weil die Lokomotiven nicht über die Rampen der Schrägaufzüge bewegt werden mussten. Daraus resultieren auch die weiter zu den Schienen herabreichenden Abschlussplatten des Rahmens, die deshalb, anders als bei der Alice Class, als Bahnräumer dienen können. Aus diesen Unterschieden ergibt sich – bei einem gleichbleibenden Wasservorrat von 455 l (100 Gallonen) – ein um etwa 600 kg höheres Dienstgewicht.
Zylinder- und Fahrwerksabmessungen sind bei beiden Klassen gleich; der Kesseldruck wurde allerdings von 140 auf 160 psi angehoben. Die in der Tabelle angegebenen Dimensionen des Kessels gelten für die Neubauloks von 2005.
Anders als die meisten Maschinen der Alice Class hatten die der Dinorvic Port Class zunächst ein Führerhaus. Dieses wurde allerdings entfernt, nachdem die Lokomotiven in den Steinbruch verlegt worden waren, und erst für den Museumsbetrieb wieder angebaut. Eine der beiden 2005 gebauten Lokomotiven erhielt kein Führerhaus.

## Übersicht

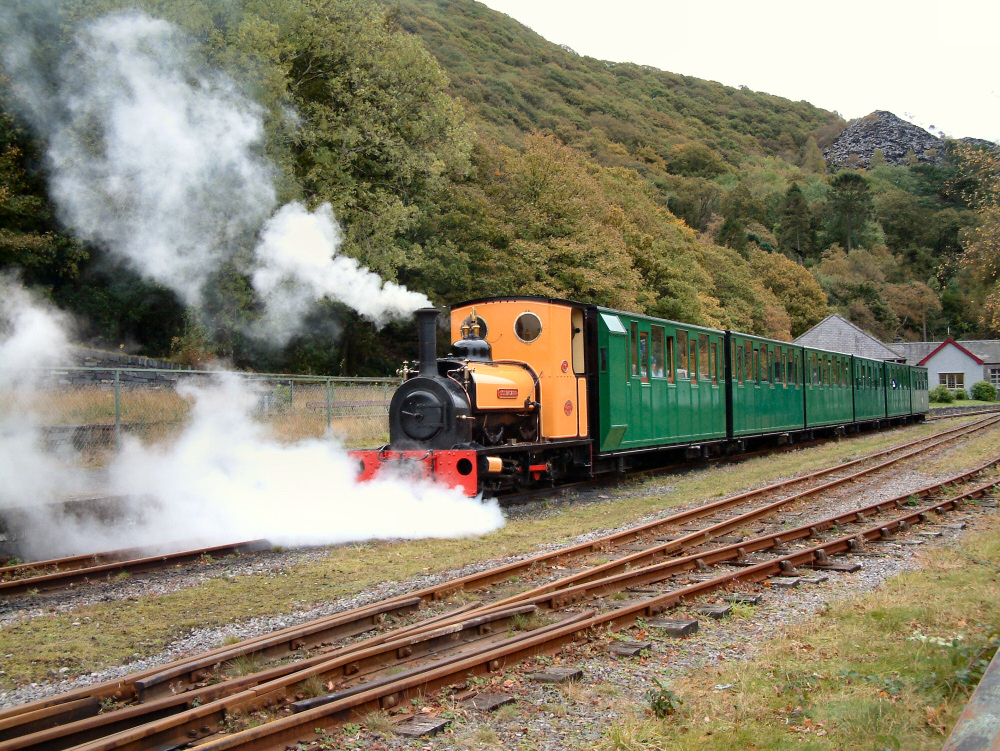
Dolbadarn mit Zug der Llanberis Lake Railway

| Werk-Nr. | Baujahr | Namen            | Derzeitiger Standort                | Zustand             |
| -------- | ------- | ---------------- | ----------------------------------- | ------------------- |
| 1429     | 1922    | No. 1, Lady Joan | Bredgar and Wormshill Light Railway | betriebsfähig       |
| 1430     | 1922    | No. 2, Dolbardan | Llanberis Lake Railway (Wales)      | betriebsfähig       |
| 1709     | 1932    | Michael          | Statfold Barn Railway               | Nicht betriebsfähig |
| 3903     | 2005    | Statfold         | Statfold Barn Railway               | betriebsfähig       |
| 3904     | 2005    | Jack Lane        | Statfold Barn Railway               | betriebsfähig       |